# Barthélémy Djabla
Barthélémy Djabla, né en 1936 et mort le 15 septembre 2008, est un prélat catholique ivoirien. Il est l’archevêque de l’archidiocèse de Gagnoa, en Côte d’Ivoire entre 2006 et 2008.

## Biographie
Barthélémy Djabla est né en 1936 à Mahibouo, en Côte d’Ivoire. Il est ordonné prêtre le 15 mars 1964. Il devient évêque du diocèse San Pedro le 7 janvier 1990, nommé par le pape Jean-Paul II. Il est ensuite nommé le 24 septembre 2006 par le pape Benoît XVI, archevêque de l’archidiocèse de Gagnoa,.
Barthélémy Djabla est resté archevêque de Gagnoa jusqu’à sa mort, 2 ans plus tard, le 15 septembre 2008 à Abidjan à l’âge de 72 ans. Il est enterré en la cathédrale de Gagnoa. Il est remplacé par l’archevêque Joseph Ake Yabo.